# Daewoo Espero
A Daewoo Espero a dél-koreai Daewoo Motor 1990 és 1999 között gyártott középkategóriás autómodellje volt. Az autó az Opel Ascona alapjaira épült, karosszériáját a Gruppo Bertone tervezte. Egyetlen karosszériaváltozatban és háromféle benzinmotorral volt elérhető. A legtöbb spanyol nyelvű országban Daewoo Aranos néven forgalmazták, mivel spanyolul az Espero jelentése „várom” vagy „remélem”.

## Története
Az olasz Gruppo Bertone eredetileg az 1980-as években tervezte a karosszériát a Citroën autógyárnak a készülő Citroën Xantia számára, a franciák azonban visszautasították a vázlatokat, így a Bertone eladta azokat a koreai autóiparnak.
Az Esperót 1990-ben kezdték gyártani a dél-koreai Bupjongban, Incshonban. 1993-ban apróbb módosításokat hajtottak végre az autón (hátsó lámpák, kárpitozás). Európába 1995-ben kezdték importálni, majd gyártani a Daewoo Motors által megvásárolt román Automobile Craiova és lengyel Fabryka Samochodów Osobowych üzemekben.
Dél-koreai gyártását 1997-ben, az európait 1999-ben fejezték be a hanyatló kereslet miatt. Utódja, a Daewoo Leganza 2000-ben került forgalomba.

## Jellemzői
Az Espero tágas családi autó volt, emellett olyan szériatartozékokkal rendelkezett, amelyek az 1990-es évek elején még csak a legdrágább luxusautókra voltak jellemzőek. Ilyen volt például a légkondicionáló, az ABS, a szervokormány, a légzsák, a távirányítós központi ajtózár, vagy az elektromos ablakemelők. A gazdag felszereltséghez kedvező ár is társult, amelynek következtében az autó (főleg Kelet-Európában) igen nagy közkedveltségre tett szert; sőt, még Nagy-Britanniában is népszerű volt.
Felépítését tekintve orrmotoros, fronthajtásos autó, ötsebességes kézi vagy négysebességes automata váltóval. Háromféle benzinmotorral volt elérhető, ezek mindegyike az ausztrál Holdentől származott.